# Xanthogramma seximaculata
Xanthogramma seximaculata är en tvåvingeart som beskrevs av Huo, Ren och Zheng 2007. Xanthogramma seximaculata ingår i släktet kilblomflugor, och familjen blomflugor. Inga underarter finns listade i Catalogue of Life.